# Xã Jessenland, Quận Sibley, Minnesota
Xã Jessenland (tiếng Anh: Jessenland Township) là một xã thuộc quận Sibley, tiểu bang Minnesota, Hoa Kỳ. Năm 2010, dân số của xã này là 444 người.